# Лимонана

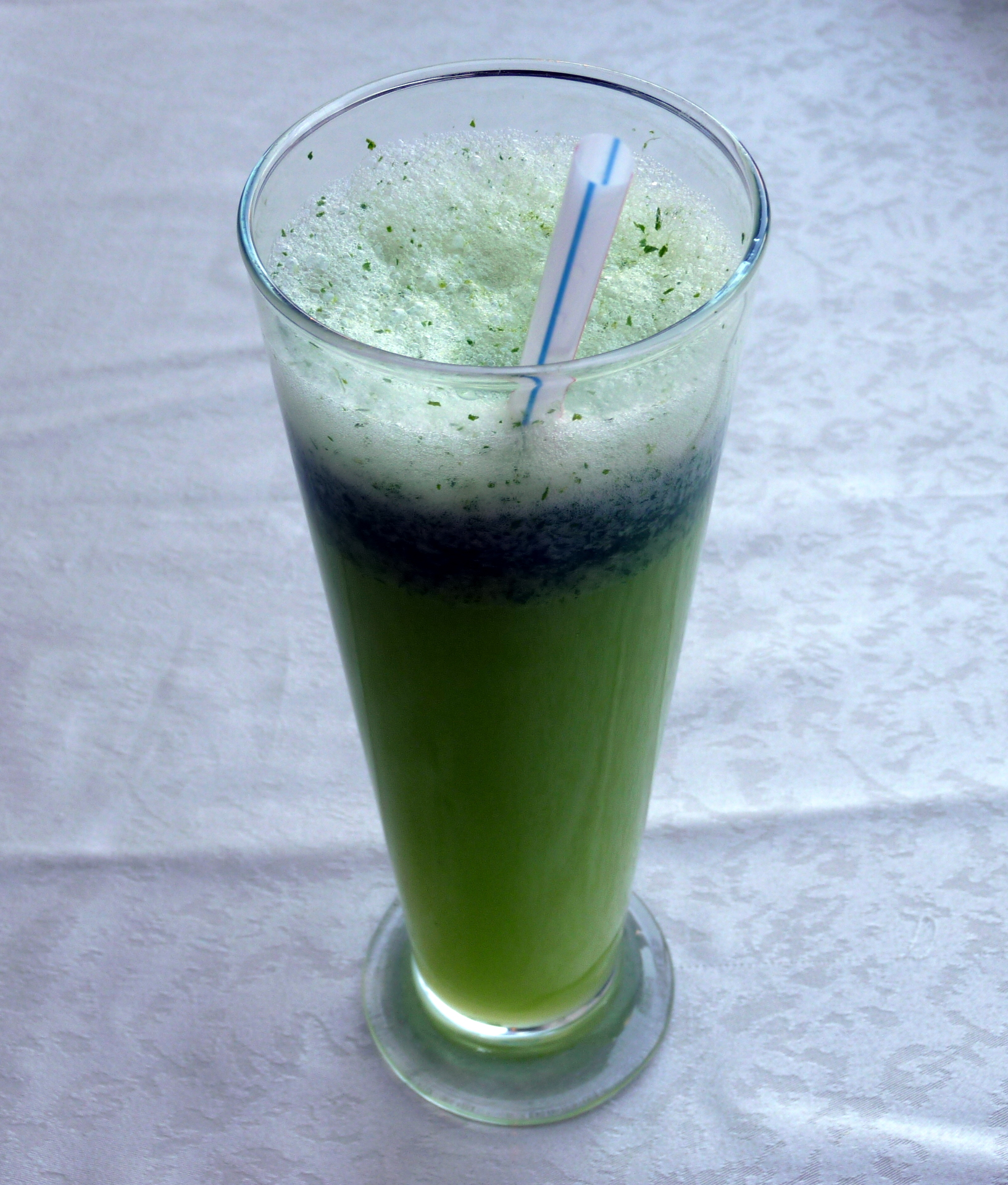
Склянка лимонани, подана у Дамаску, Сирія

«Лимонана» (араб. ليمون نعناع ; івр. לימונענע) — це вид лимонаду, виготовленого зі свіжовичавленого лимонного соку та листя м'яти. Є популярним літнім напоєм у Єгипті, Ізраїлі, Кіпрі, Йорданії, Лівані, Палестині та Сирії.

## Етимологія
Слово «лимонана» утворене шляхом злиття слів «лимон» (араб. ليمون, івр. לימון) і «м'ята» (араб. نعناع, івр. נענע, що звучить як «нана»), які є основними складниками напою.

## Історія
В Ізраїлі назва поширилася через рекламну кампанію на початку 1990-х років. У той час в Ізраїлі реклама у громадському транспорті тільки зароджувалася, й агенція «Fogel Levin» («Фоґель Левін») розпочала рекламну кампанію, призначену тільки для автобусів, щоб довести ефективність цього нового каналу. Агенція рекламувала вигаданий безалкогольний напій під назвою «Лимонана» і друкувала свої рекламки через компанію «Ґальґалей Загав» («Колеса золота»). Оголошення, що описували напій як суміш лимона й м'яти, повідомляли, що: «І Рабинович, і Охана п'є лимонану» (івр. גם  רבינוביץ' וגם אוחנה שותים לימונענע), згадуючи тогочасних знаменитостей. Рекламна кампанія створила маркетинговий «шум», і споживачі почали цікавитися новим смаком. Через два тижні після початку кампанії, коли покупці та магазини почали вимагати новий продукт, рекламна агенція визнала, що такого напою просто не існує. Зважаючи на попит, ресторани, а потім і виробники безалкогольних напоїв почали виготовляти напій.
Сам напій міг виникнути в Сирії або Туреччині.
Напій може бути як у формі лимонаду, так і смузі чи «слаш». Також може бути як сорбет чи йогурт.

## У світі
Лимонана визначається як освіжаючий літній напій зокрема Ізраїлю, і загалом на Близькому Сході.
За межами Близького Сходу лимонана є в меню Aroma Espresso Bars в Нью-Йорку, Флориді та Канаді.